# Иванов, Семён Николаевич (кинооператор)
Семён Никола́евич Ивано́в (28 августа 1918, Чодраял, Уржумский уезд, Вятская губерния, Российская империя — 2 марта 1995, Санкт-Петербург, Россия) — советский оператор-постановщик. Оператор киностудии «Ленфильм» (1957—1983). Считается первым марийским кинооператором. Участник советско-финляндской и Великой Отечественной войн.

## Биография
Родился 28 августа 1918 года в деревне Чодраял ныне Куженерского района Марий Эл в марийской крестьянской семье.
Окончил рабфак Марийского педагогического института имени Н. К. Крупской.
В 1939 году пошёл добровольцем на советско-финляндскую войну: водитель автомашины и БТР. 
Со 2 курса Марийского педагогического института в 1943 году призван в РККА. Участник Великой Отечественной войны: водитель 474-й зенитной артиллерийской батареи 242-го отдельного зенитного артиллерийского дивизиона на Северо-Западном фронте, ефрейтор. Вывозил пушки, раненых с поля боя. Попал в окружение, был ранен, контужен, лечился в госпиталях. Великую Отечественную войну закончил взятием Кёнигсберга, после чего был переброшен на восток, где продолжил воевать с Квантунской армией. Демобилизован в 1946 году. Награждён орденом Отечественной войны II степени. медалями, в том числе медалью «За отвагу».
В 1946—1952 годах учился на операторском факультете ВГИКа, выучиться ему помог первый академик из мари В. П. Мосолов.
В 1957—1983 годах работал оператором киностудии «Ленфильм».
Скончался 2 марта 1995 года в Санкт-Петербурге. Похоронен на Смоленском православном кладбище.

## Работа в кино
За более чем 25 лет работы на киностудии «Ленфильм» снял более 15 фильмов. Является членом Союза кинематографистов СССР (Ленинградское отделение).
В 1959 году за фильм «Андрейка» получил диплом 1-й степени Всесоюзного фестиваля советских фильмов в Киеве в номинации «Лучший детский фильм». В 1969 году за фильм «Зимнее утро» удостоен первой премии 6-го Московского международного кинофестиваля в номинации «Детское кино».

Из творческой характеристики:
«Большой изобразительный вкус, владение цветом и светом насыщает его картины поэзией».

## Фильмография
Далее представлен список основных киноработ С. Н. Иванова:
- 1957 — Рядом с нами (Режиссёр-постановщик: Адольф Бергункер)
- 1958 — Андрейка (Режиссёр-постановщик: Николай Лебедев)
- 1959 — Горячая душа (Режиссёр-постановщик: Евгений Немченко)
- 1960 — До будущей весны (Режиссёр-постановщик: Виктор Соколов)
- 1960 — Осторожно, бабушка! (Режиссёр-постановщик: Надежда Кошеверова)
- 1961 — Девчонка, с которой я дружил (совместно с Сергеем Ивановым) (Режиссёр-постановщик: Николай Лебедев)
- 1962 — Кино и время (монтажно-публицистический) (Режиссёр-постановщик: Виктор Садовский)
- 1962 — Прошлым летом (короткометражный) (Режиссёр-постановщик: Виктор Трегубович)
- 1963 — Два воскресенья (Режиссёр-постановщик: Владимир Шредель)
- 1966 — Зимнее утро (Режиссёр-постановщик: Николай Лебедев)
- 1969 — Невероятный Иегудиил Хламида (Режиссёр-постановщик: Николай Лебедев)
- 1971 — Найди меня, Лёня! (Режиссёр-постановщик: Николай Лебедев)
- 1974 — В то далёкое лето… (Режиссёр-постановщик: Николай Лебедев)
- 1975 — Новогодние приключения Маши и Вити (Режиссёр-постановщик: Игорь Усов при участии Геннадия Казанского)
- 1976 — Сладкая женщина (совместно с Владимиром Ковзелем) (Режиссёр-постановщик: Владимир Фетин)
- 1979 — Инженер Графтио (Режиссёр-постановщик: Геннадий Казанский)
- 1983 — Семь часов до гибели (Режиссёр-постановщик: Анатолий Вехотко)

## Признание и награды
- Орден Отечественной войны II степени (06.04.1985)[3][5]
- Медаль «За отвагу» (СССР) (17.07.1943)[1][3]
- Первая премия фильму «Андрейка» на II Всесоюзном кинофестивале (г. Киев, 1959)[4]
- «Золотой приз» лучшему детскому фильму «Зимнее утро» на VI Московском международном кинофестивале (1969). Приз «За самый добрый фильм» на II МКФ детских фильмов (в рамках VI МКФ) в Москве «Зимнее утро» (1969)[4]
- Почётная грамота Центрального Совета Всесоюзной пионерской организации им. В. И. Ленина фильму «В то далёкое лето» (1975)[4]

## Память
С 2004 года в Куженерском районе Марий Эл проводится легкоатлетический пробег имени С. Н. Иванова с участием звёзд марийской эстрады. Составляет он 23 километра и проходит по маршруту Куженер — Чодраял. 